# Окупація Югославії

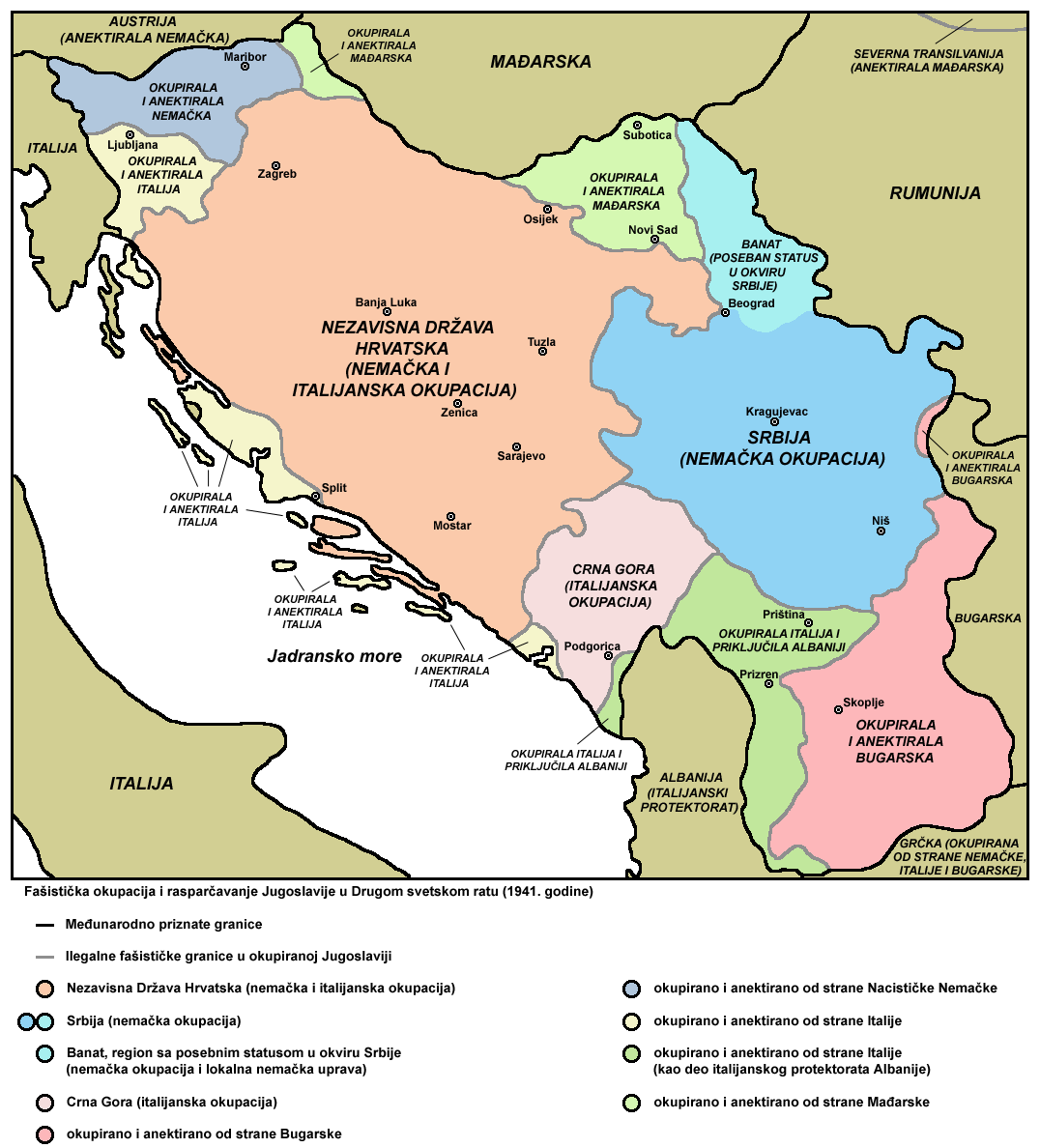
Поділ Югославії окупантами, 1941—1943

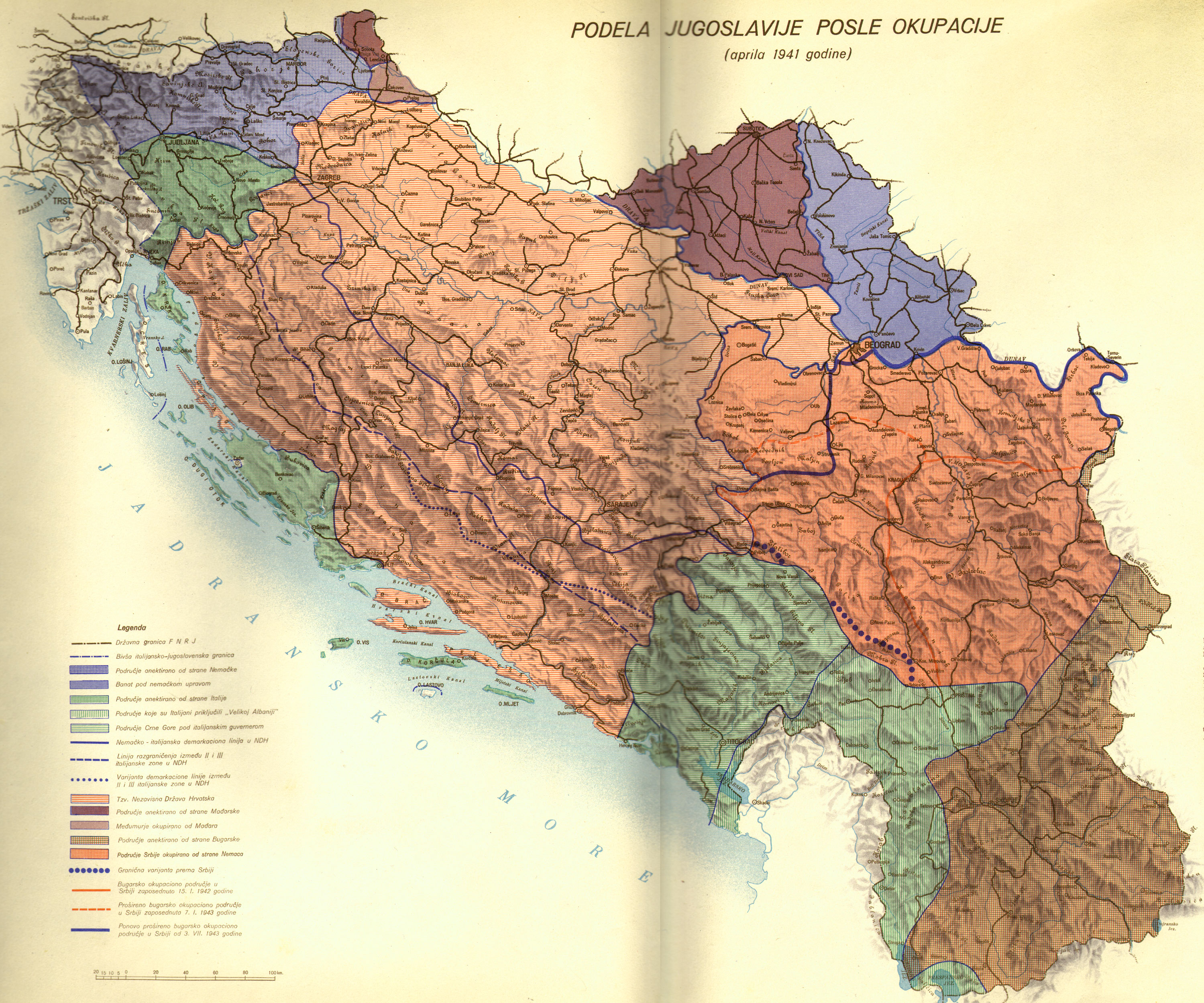
Окупаційний поділ Югославії, 1941—1943

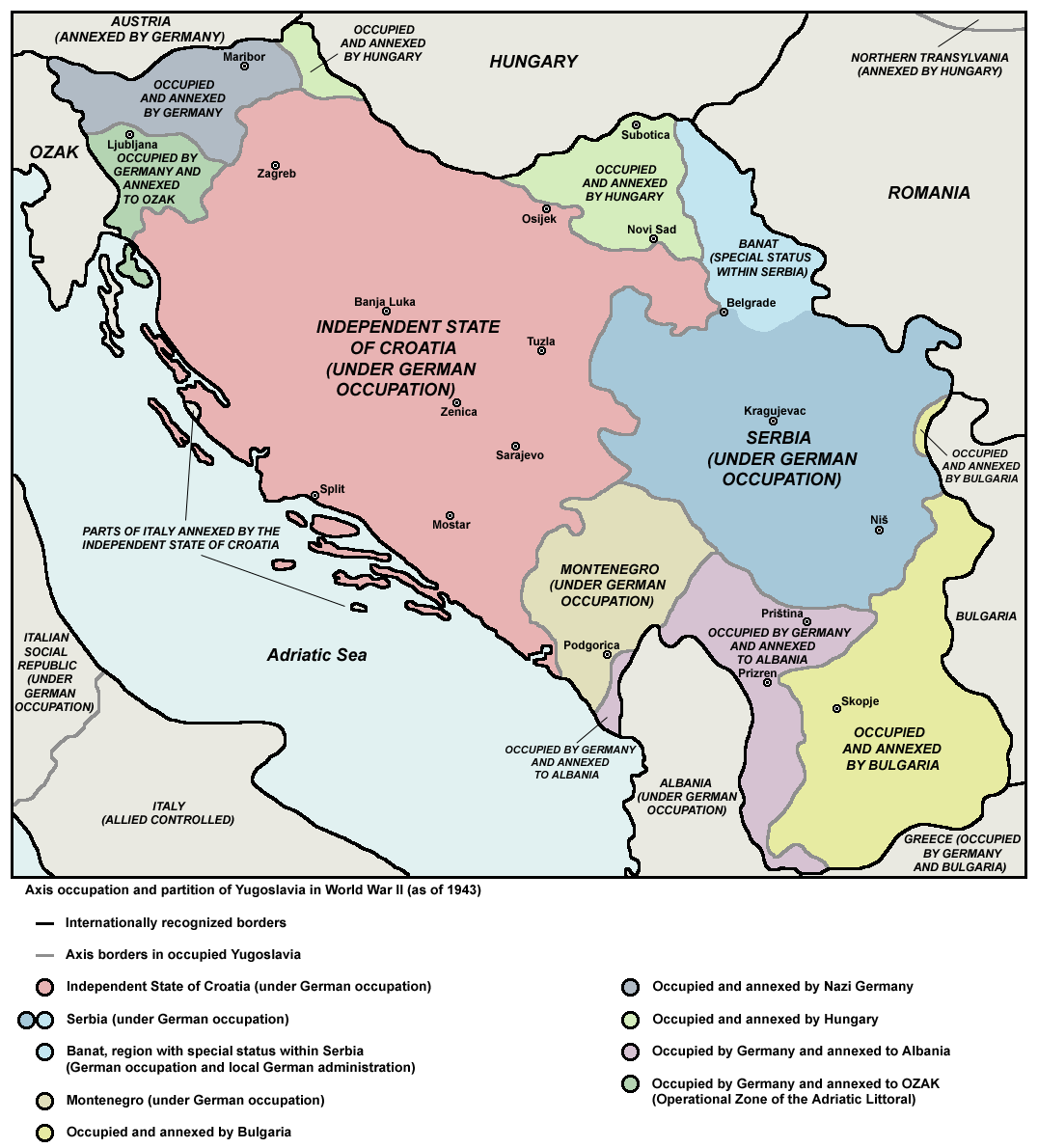
Поділ Югославії окупантами, 1943—1944

Окупація Югославії у Другій світовій війні (сербохорв. Okupacija Jugoslavije u Drugom svetskom ratu) — події, що трапилися після падіння Королівства Югославія внаслідок Квітневої війни. Згідно з політикою держав Осі, Югославія була фактично ліквідована як держава.
Окупація здійснювалася силами чотирьох держав: нацистської Німеччини, фашистської Італії, Угорського королівства та Болгарського царства — які розчленували Югославію, розділивши її територію між собою та маріонетковими державами (протекторатами) НДХ, Недичевою Сербією та Королівством Чорногорія.
Заохочуючи конфлікти між народами Югославії, загарбники намагалися полегшити своє правління в розгромленій та розділеній Югославії, заощаджуючи цим свої сили.
Міжнародне співтовариство (Ліга Націй) не визнало окупацію та поділ Югославії і розглядало югославський уряд у вигнанні як єдиного законного представника Югославії. Після поразки держав Осі та визволення країни цілісність Югославії було відновлено в межах її визнаних кордонів із деяким навіть їх розширенням на заході, а на місці Королівства Югославії виникла Демократична Федеративна Югославія, влада в якій після війни перейшла до Комуністичної партії Югославії.

## Вторгнення в Югославію
Приводом для вторгнення послужив військовий переворот у Белграді 27 березня 1941 р., коли було повалено прихильний до Осі уряд Цветковича-Мачека, на зміну якому прийшов уряд пробританських офіцерів на чолі з генералом Душаном Симовичем. Німецькі сили, швидко видозмінивши плани щодо операції «Маріта», 6 квітня розпочали напад і, використовуючи технологічну перевагу, сприятливе стратегічне становище, а також доктрину бліцкригу, легко перемогли деморалізовані та дезорганізовані югославські війська, змусивши їх 17 квітня 1941 капітулювати. Коли король і уряд опинилися у вигнанні, переможні сили Осі вирішили розчленувати Югославію, заволодівши частиною її території та утворивши держави-сателіти.

## Окупаційний поділ Югославії
Після закінчення Балканської кампанії, югославська частина якої відома як «Квітнева війна», країни Осі здійснили переділ земель колишнього королівства, затверджений 21—22 квітня 1941 року на зустрічі міністрів закордонних справ Німеччини та Італії у Відні. За підсумками рішення представників Німеччини, Італії, Болгарії та Угорщини Югославія припинила своє існування, а королівський уряд Югославії втратив легітимність, хоча його визнавали законним усі країни-учасниці антигітлерівської коаліції. У центральних частинах ліквідованої Першої Югославії окупанти утворили три державні протекторати: Незалежна Держава Хорватія, т. зв. Недичева Сербія і Королівство Чорногорія, в яких народи Югославії зберегли певну форму квазідержавності у новому порядку Гітлера. Де-факто влада в цих протекторатах належала ставленикам країн Осі (переважно Німеччини та Італії), що було підкріплено Римським договором від 18 травня 1941 року. Периферійні частини Югославії були просто приєднані сусідніми державами Німеччиною, Італією, Угорщиною, Болгарією та Албанією (яка сама була італійським протекторатом). Сербія перебувала під режимом військової окупації, платила контрибуцію і була васальним режимом, позбавленим атрибутів держави, навіть колаборантської, на відміну від НДХ, яка була «міжнародно» визнана (країнами Осі) і мала повну німецьку підтримку.

### Протекторати (маріонеткові держави)

#### Незалежна Держава Хорватія
Більша частина Югославії відійшла до Незалежної Держави Хорватії (НДХ), яка, хоч і розцінювалася державами Осі як незалежна держава, насправді була окупована німецькими та італійськими військами. У межах Незалежної Держави Хорватії опинилася більшість території сьогоднішньої Хорватії, Боснія і Герцеговина та Срем. На чолі цього утворення стояв режим усташів, а керівником держави був поглавник Анте Павелич. НДХ мала власні збройні сили і визнавалася як держава лише країнами Осі та франкістською Іспанією. В адміністративному відношенні НДХ поділялася на 22 великі жупи. З капітуляцією Італії у 1943 році НДХ анексувала ту частину югославського адріатичного узбережжя, яку раніше анексувала Італія. НДХ існувала до визволення Югославії від окупації в 1945 році. У 1942 та 1943 рр. на території Незалежної Держави Хорватії існувала велика звільнена Народно-визвольною армією Югославії територія, відома під назвою «Бихацька Республіка». На ній, у місті Бихач, 26 листопада 1942 року відбулася Перша сесія Антифашистської ради народного визволення Югославії.

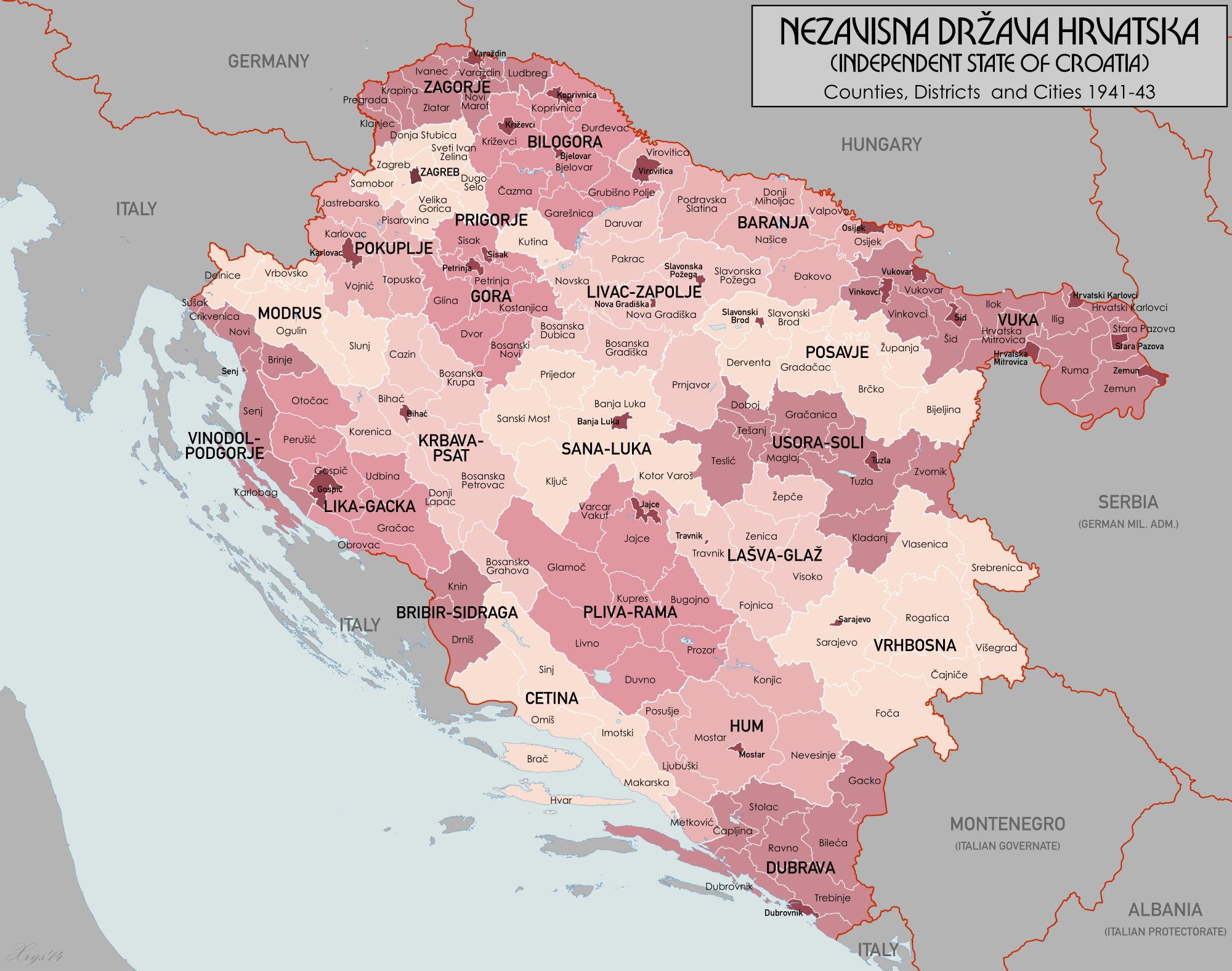
Поділ НДХ на великі жупи і котари до падіння Італії (1941)
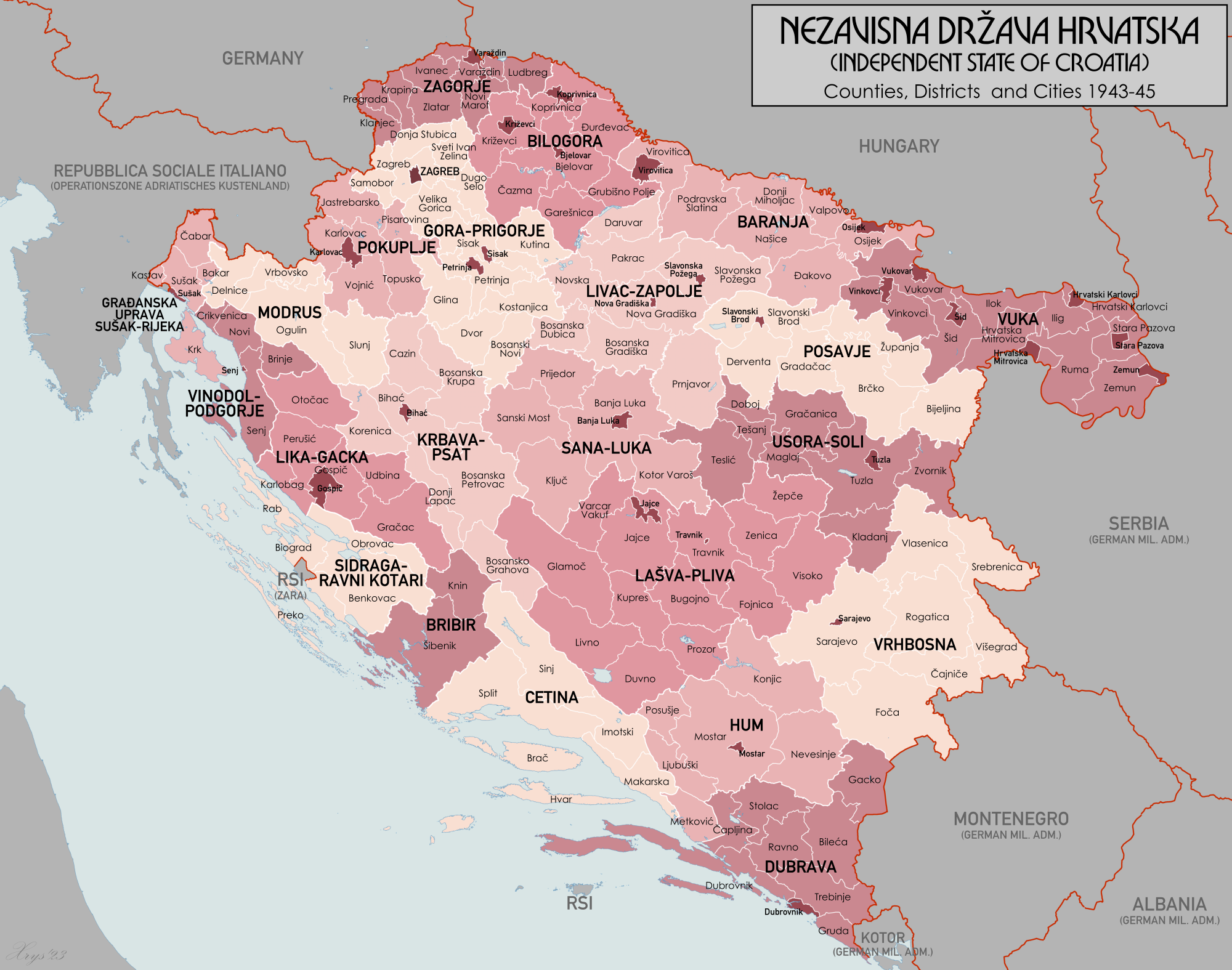
Поділ НДХ на великі жупи і котари після падіння Італії (1943)

#### Сербія Недича

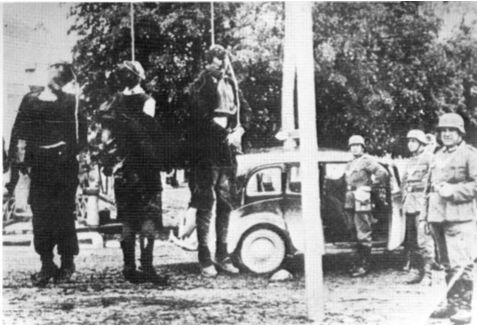
Перші злочини окупантів в Ужицькому краї. Розстріляні та повішені патріоти, Пожега, 11 травня 1941 р.

Німецький протекторат «Недичева Сербія» було утворено на більшій частині Центральної Сербії, східній частині Воєводини (Банат) і північній частині Косова (район Косовської Митровиці). Територію Сербії зайняли німецькі війська, а в 1942—1944 роках і болгарські. Діяли також два місцеві збройні формування під назвами «Сербська державна стража» і Сербський добровольчий корпус. Найвищим органом управління Сербії була німецька військова адміністрація, якій підпорядковувалися маріонеткові сербські уряди — спочатку комісарський уряд Мілана Ачимовича, а потім Уряд національного порятунку Мілана Недича. Формально сербському уряду підкорявся і Банат, який мав автономію і на практиці представляв територію з особливим статусом, якою управляла місцева німецька національна меншина. Цивільним уповноваженим Банату був Йозеф Лапп. В адміністративному відношенні Сербію спочатку було поділено на бановини, а потім на 14 районів, включаючи Банат (район Великий Бечкерек). У південно-західній частині Сербії Недича партизанський рух опору 1941 року сформував недовговічну Ужицьку Республіку, яку ліквідували нацистські та колаборантські війська. Мілан Недич на зустрічі з Адольфом Гітлером 1943 року запропонував розширити кордони Сербії, щоб та, окрім Сербії Недича, включала і Чорногорію, частину Срему, частини Боснії і Герцеговини та невелику частину Хорватії («ВсеСербія»). Гітлер відхилив цю пропозицію.
Маріонеткова держава Сербія існувала до звільнення цієї частини Югославії в 1944 році.

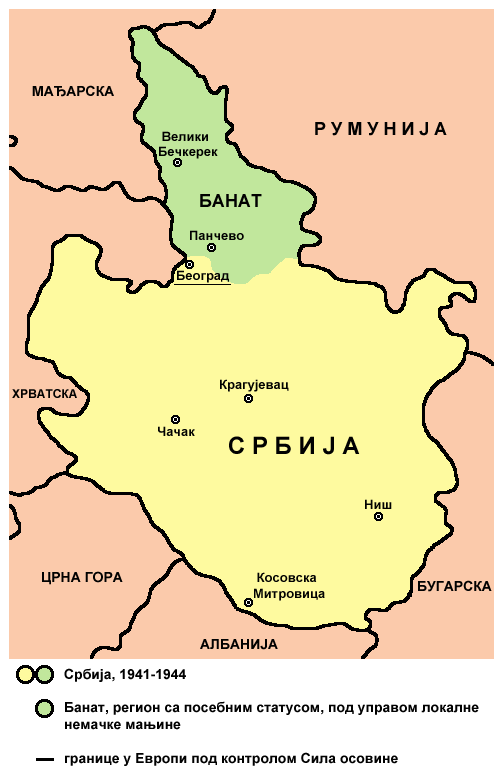
Сербія і Банат, 1941—1944.
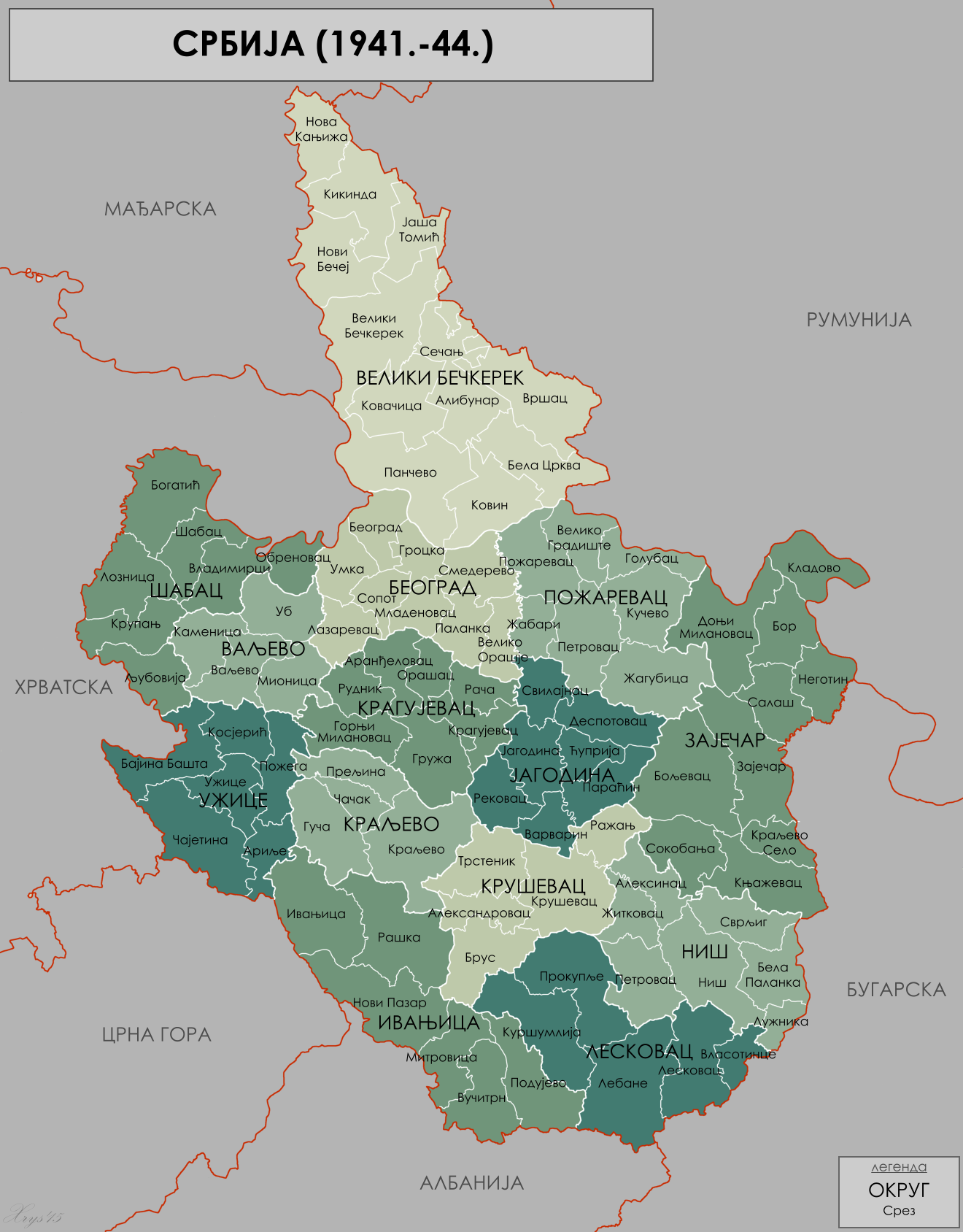
Адміністративний поділ Сербії, 1941—1944.
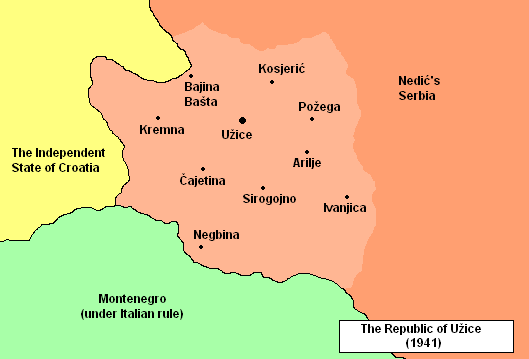
Ужицька Республіка (1941.)
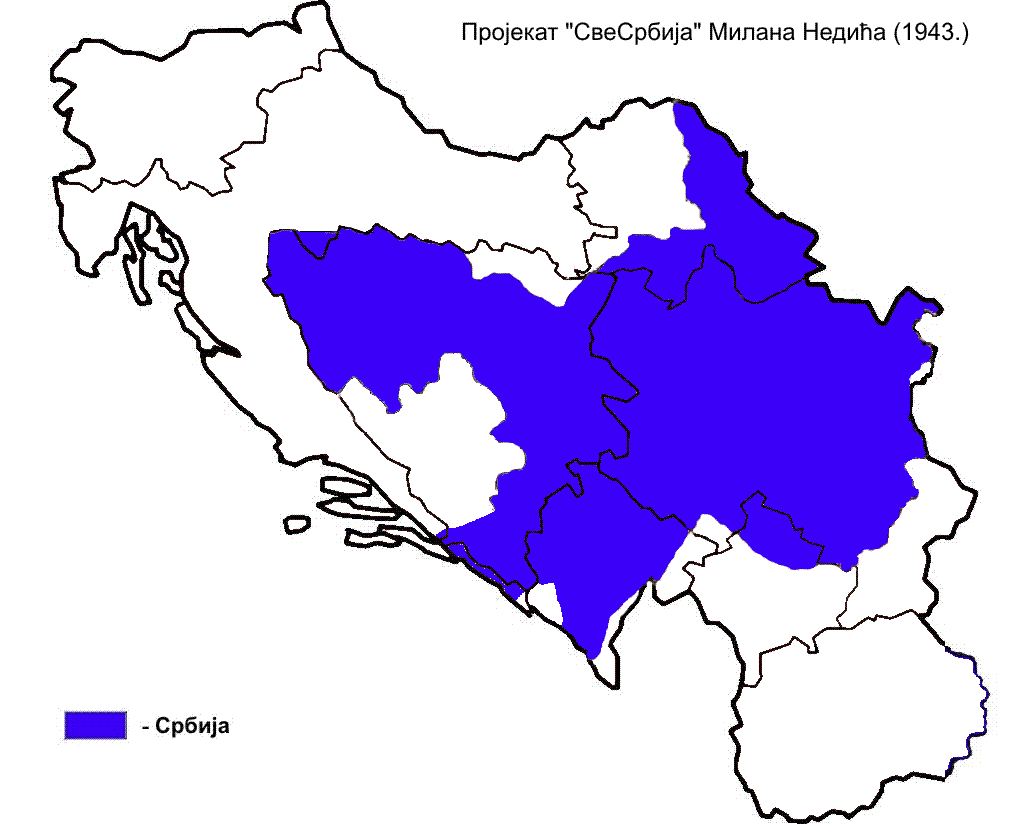
Пропозиція Мілана Недича про розширення кордонів Сербії

### Анексовані території

#### Італійська анексія

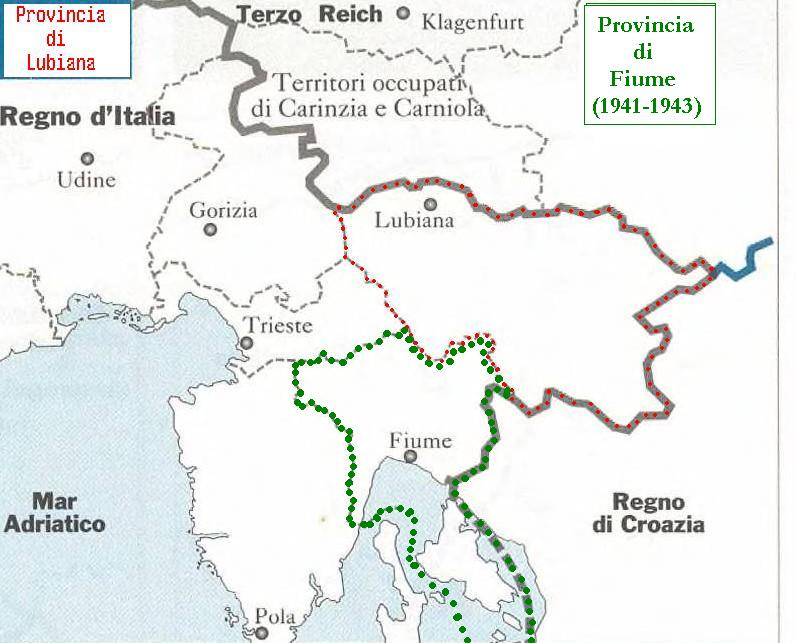
Провінція Любляна та провінція Рієка (1941—1943)
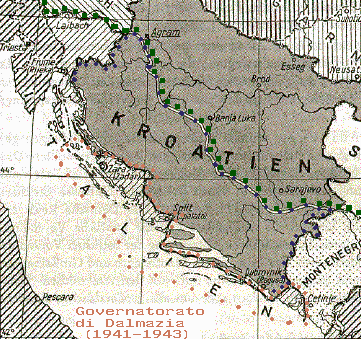
Губернаторство Далмація (1941—1943)

#### Угорська анексія

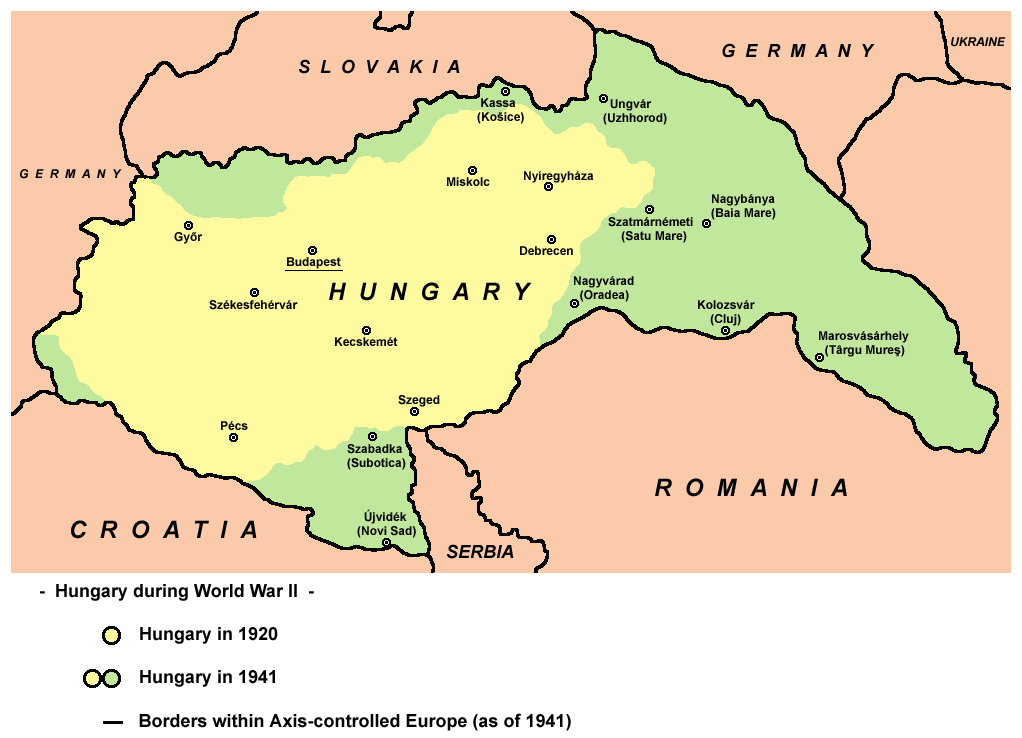
Територіальне розширення Угорщини у Другій світовій війні
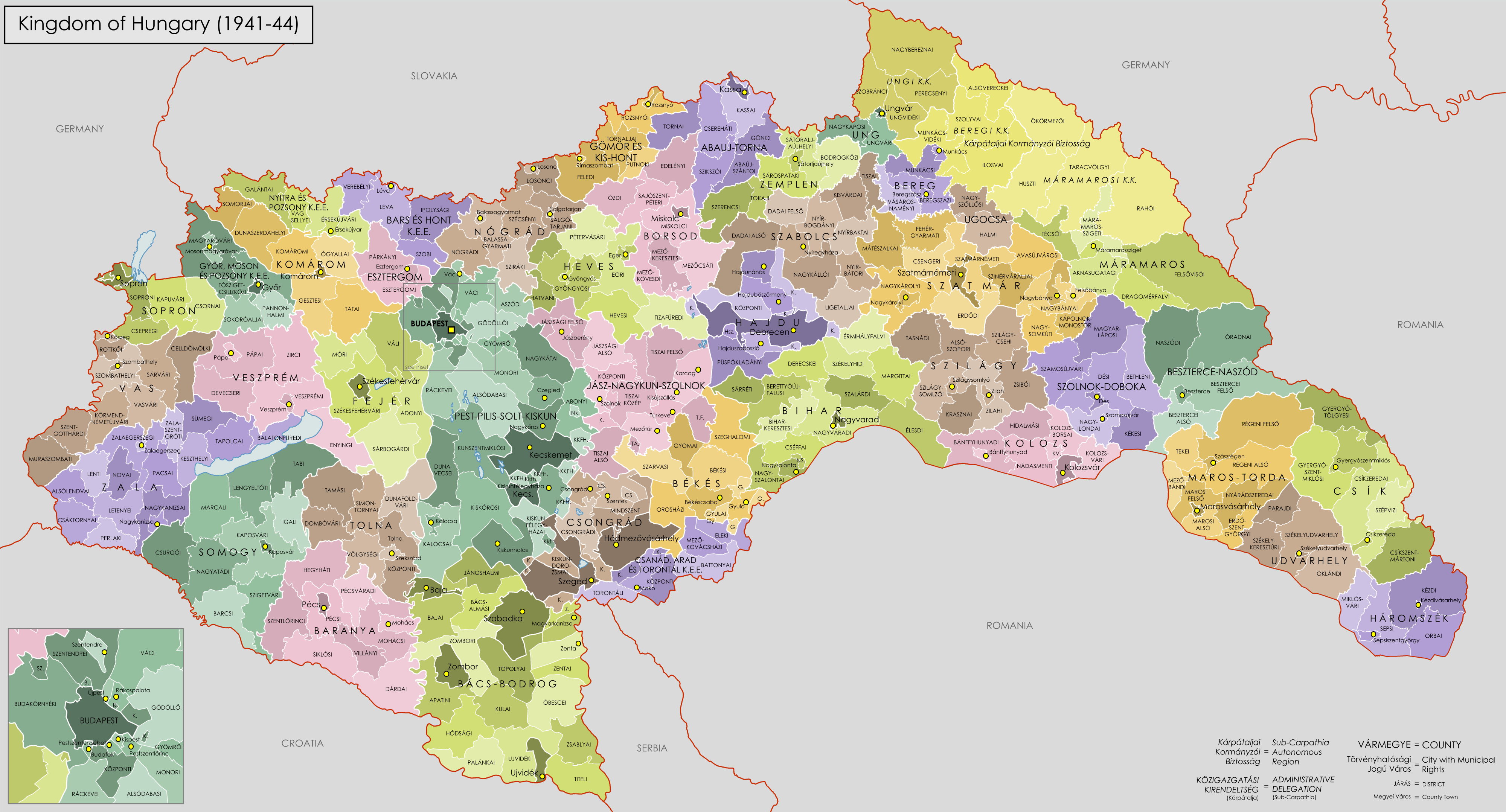
Адміністративний поділ Угорщини (1941—1944)

#### Болгарська анексія

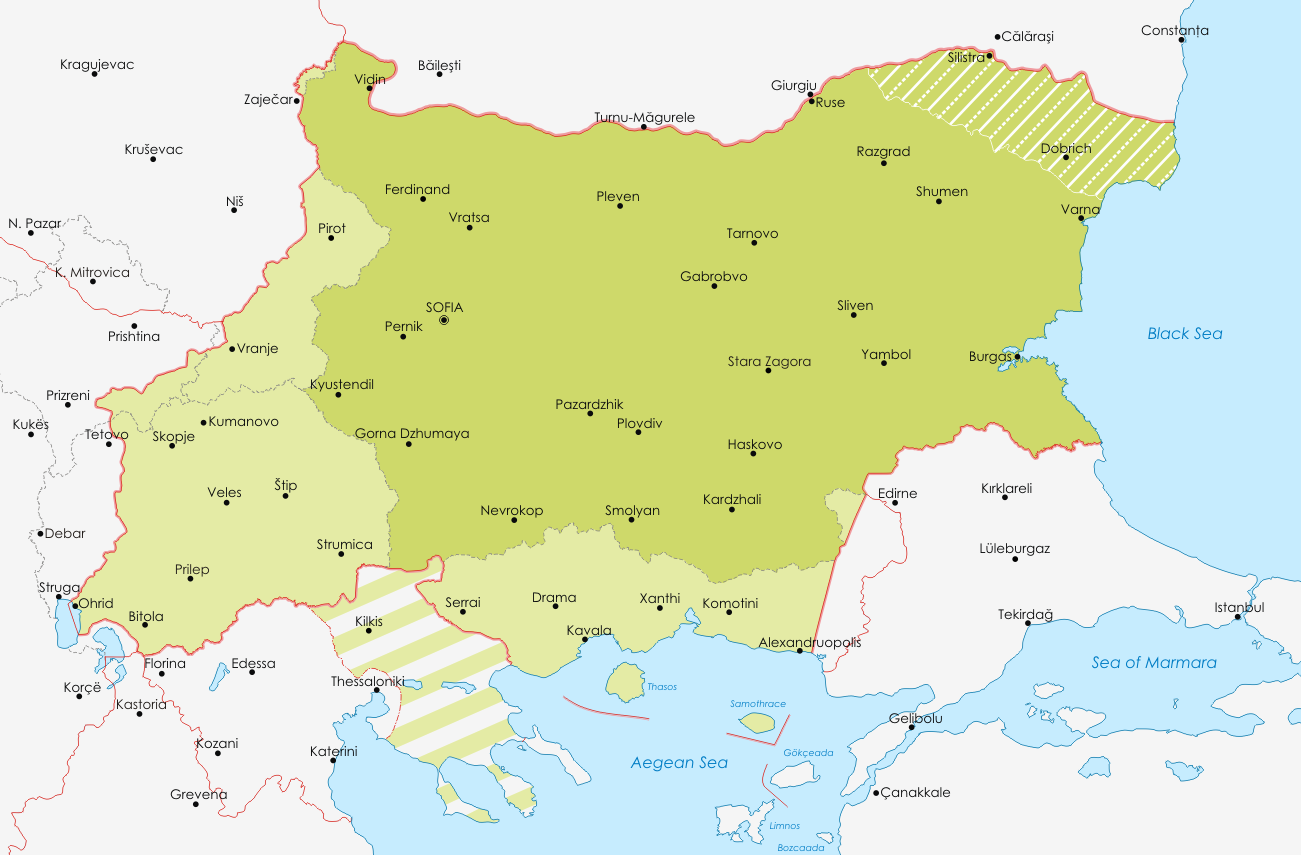
Територіальне розширення Болгарії у Другій світовій війні
Адміністративний поділ Болгарії у Другій світовій війні
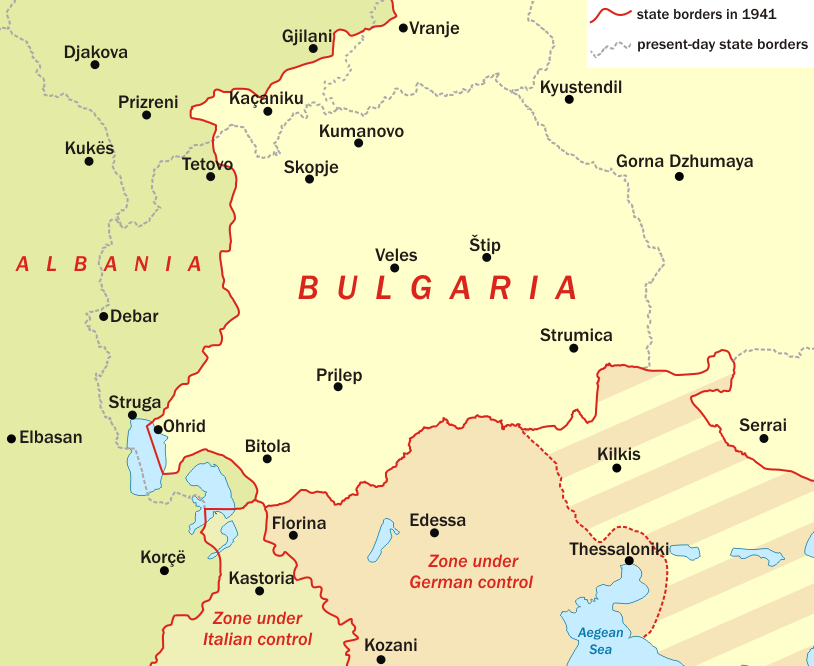
Окупація Македонії у Другій світовій війні

#### Албанська анексія
На відміну від частин Югославії, які фашистська Італія анексувала безпосередньо до свого складу, югославські землі, прилеглі до її протекторату Албанія, вона анексувала як невід'ємні частини цього протекторату. Таким чином до Албанії було приєднано західні частини Македонії, східні частини Чорногорії та більшість Косова. Після капітуляції Італії у 1943 р. Албанію окупували німецькі війська, при цьому Німеччина розглядала Албанію як номінально незалежну державу. Приєднані до Албанії югославські території були визволені 1944 року.

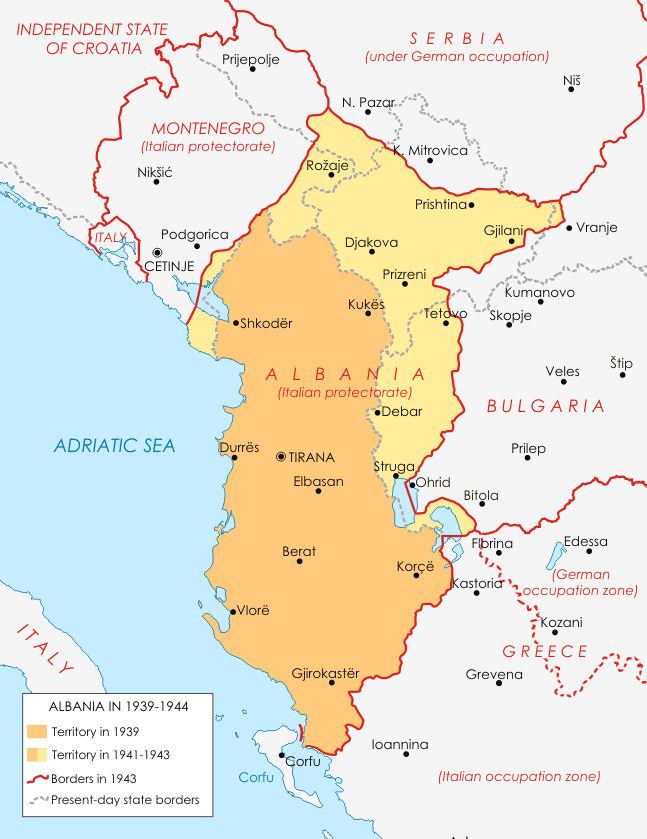
Територіальна експансія Албанії у Другій світовій війні
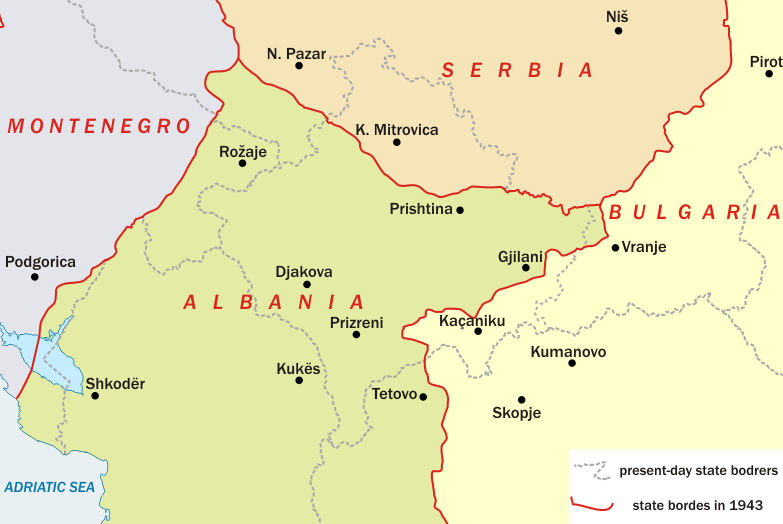
Розділ Косова у Другій світовій війні